# Malbec
Der Malbec ist eine alte französische Rotweinsorte. Unter dem historischen Namen Côt wurde sie früher in 30 Départements angebaut, weshalb fast 400 Synonyme für ihn im Gebrauch waren. Heute heißt die Sorte in den Hauptanbauländern Argentinien, Chile und Südafrika Malbec, sowie Malbec argenté (im Gebiet Cahors), Côt (Haut-Pays und Loire), Malbeck oder Pressac (Bordeaux). Geschätzt werden die fast lilaschwarzen Malbec-Weine für ihre fruchtige Würze, die oft typische Pflaumen- und Tabaknoten aufweist. Anklänge an Blaubeeren, Lorbeer, Wacholder, Gewürze, Kirschen und Bitterschokolade sind ebenso möglich. Durch seinen Siegeszug in Südamerika und den weltweiten Erfolg setzte sich der Name Malbec durch.

## Abstammung
Im Jahr 2009 wurden die direkten Verwandten des Malbec festgestellt. Die nahezu ausgestorbene Rebsorte Magdeleine Noire des Charentes sowie die Sorte Prunelart sind die Eltern des Malbec.
Eine im Jahr 2007 veröffentlichte Studie belegt, dass die Rebsorten-Gruppen Baroque, Manseng Noir und Tannat genetisch eng miteinander verwandt sind. Es besteht zudem eine auffallende Ähnlichkeit dieser Gruppe zum Malbec, und die Sorte Claverie steht genetisch ebenfalls in enger Verwandtschaft zu dieser Gruppe.

## Herkunft
Der Ampelograph Pierre Galet vermutet den Ursprung der Sorte im Gebiet der ehemaligen französischen Provinz Quercy und bezeichnet die Rebsorte somit folgerichtig Côt. Im 16. Jahrhundert habe Franz I. die Sorte aus dem Cahors importiert und in Thomery, an den Hängen der Seine sowie im Weinbaugebiet Champagne anbauen lassen. Untermauert wird diese These durch Beschreibungen von Salomon im Jahr 1921, 300-jährige Rebstöcke von Côt und Cabernet Sauvignon gefunden zu haben.
Im Bereich des Weinbaugebiets Bordeaux trägt die Rebsorte häufig Synonyme von Personen, die sich um die örtliche Verbreitung verdient gemacht haben. Der Mediziner de Lutkens legte in der Ortschaft Camblanes im 18. Jahrhundert einen Weinberg mit dem Côt an. Lokal wurde die Sorte Lutkens oder Luckens benannt. Später pflanzte ein ungarischer Pflanzenzüchter namens Monsieur Malbeck ihn als erster separat auf großen Parzellen in Sainte-Eulalie an, verbreitete die Sorte weitflächig und prägte damit den Namen im Bordelais und später international. In der Gegend von Saint-Émilion ist die Rebsorte unter dem Namen Pressac bekannt.

## Verbreitung
Die Gesamtrebfläche 2016 für Malbec betrug 52.233 Hektar. Die zehn Länder mit den größten Rebflächen hatten zusammen 99,2 % der Gesamtfläche.
Die folgende Tabelle zeigt die zehn größten Anbauländer.
| Land               | Rebfläche (ha) |
| ------------------ | -------------- |
| Argentinien        | 40.401         |
| Frankreich         | 6.100          |
| Chile              | 6.100          |
| Vereinigte Staaten | 1.610          |
| Australien         | 515            |
| Südafrika          | 452            |
| Italien            | 178            |
| Moldau             | 162            |
| Neuseeland         | 129            |
| Spanien            | 113            |

### Südliche Hemisphäre

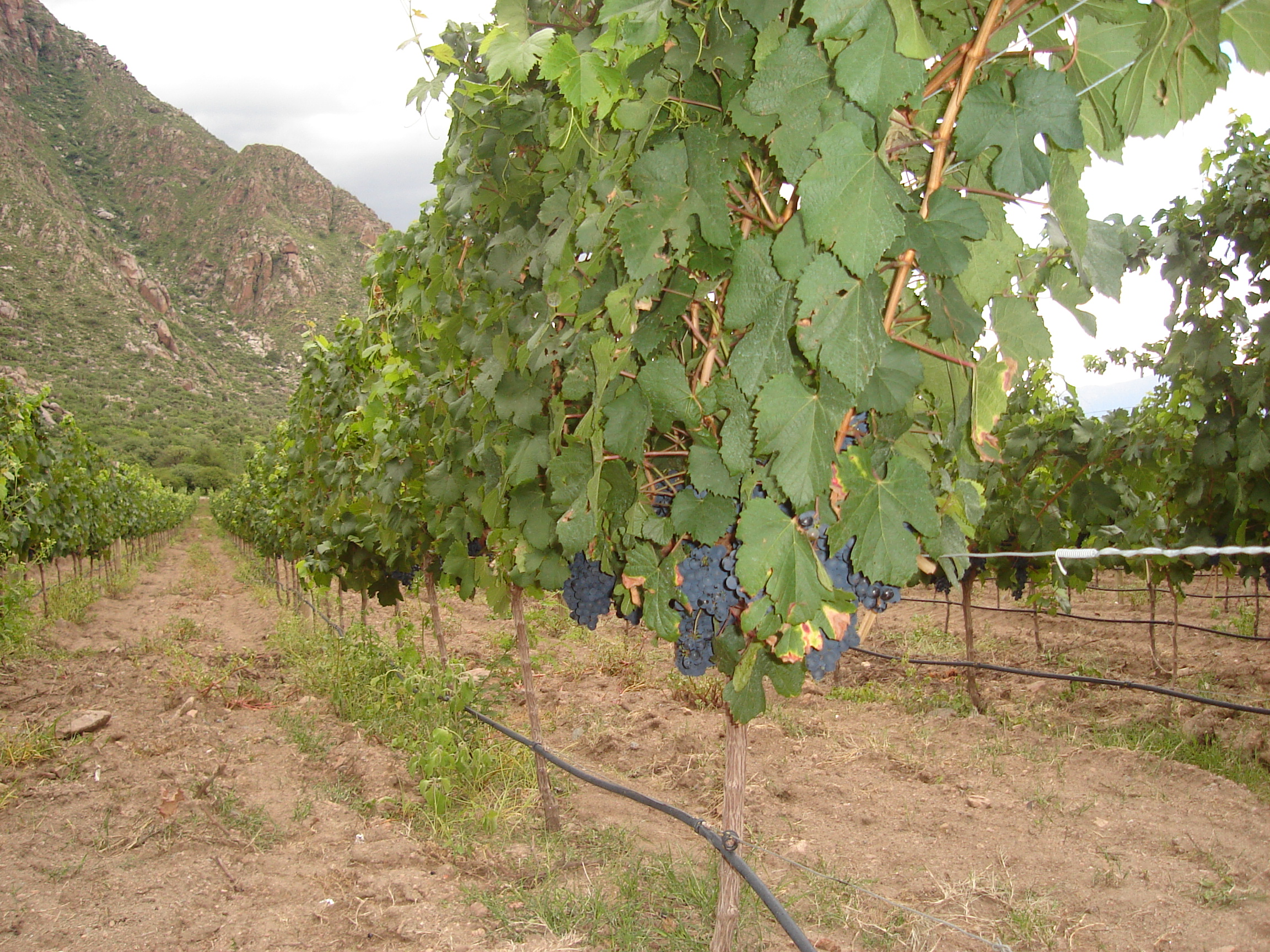
Rebfläche der Sorte Malbec in Argentinien

Das größte Anbaugebiet weltweit liegt heute in Argentinien, besonders in Mendoza, wo die Rebsorte auf ideale Bedingungen trifft. Auch in Chile, Südafrika und Australien wird sie angebaut. Ihre Anfälligkeit für Verrieseln, falschen Mehltau und Fäulnis zeigt sich dort nur in seltenen feuchtkühlen Witterungsperioden. In der trockenen Wärme Mendozas können zudem die dicken Beerenschalen besser ausreifen, was einem überhöhten Tanningehalt vorbeugt.

### Argentinien
Offiziell kam der Malbec 1853 ins Land. Das warme, trockene Andenklima mit reichlich Sonne und wenig Niederschlag sorgt dafür, dass die Beeren vollständig ausreifen und ihr ganzes Aromen-Potenzial entfalten können. Mit 44.387 Hektaren (Stand: 2019) macht Malbec 38,6 % der roten Sorten und 22,39 % der gesamten Anbaufläche des Landes aus und ist damit die am weitesten verbreitete Sorte und seit 2011 diejenige, die ihre Anbaufläche am meisten vergrößert hat. Von 16.347 Hektaren im Jahr 2000 stieg die Anbaufläche um 171 %, was 28.040 Hektaren entspricht.
In Südamerika ist die Produktion sehr hoch. In Argentinien (Stand 2018: 14,5 Mio. hl) stieg die Weinproduktion gegenüber dem Vorjahr um 23 %. Von den mehr als 223 Millionen Litern, die 2017 exportiert wurden, entsprachen etwas mehr als 125 Millionen der Sorte Malbec. Argentinien ist weltweit unangefochtener Marktführer in Bezug auf die Produktion dieser Rotweinsorte.
Ein Blick in die Geschichte: Argentinien war zu jener Zeit (Ende des 19. Jahrhunderts) politisch und wirtschaftlich weitgehend isoliert. Man suchte die eigene Weinindustrie zu fördern und gründete am 17. April 1853 die Weinbauschule Quinta Normal Agronómica de Mendoza nach französischem Vorbild. Domingo Faustino Sarmiento, später Präsident von Argentinien, hatte daran entscheidenden Anteil. Er beauftragte den Franzosen Michel Pouget, die Rebsorte Malbec in Argentinien einzuführen, und legte damit den Grundstein für den enormen Aufstieg dieser Rebsorte. Der Gründungstag der Weinbauschule in Mendoza wird noch heute jeweils am 17. April gefeiert. An diesem Tag ist auch der Malbec World Day.

### Frankreich

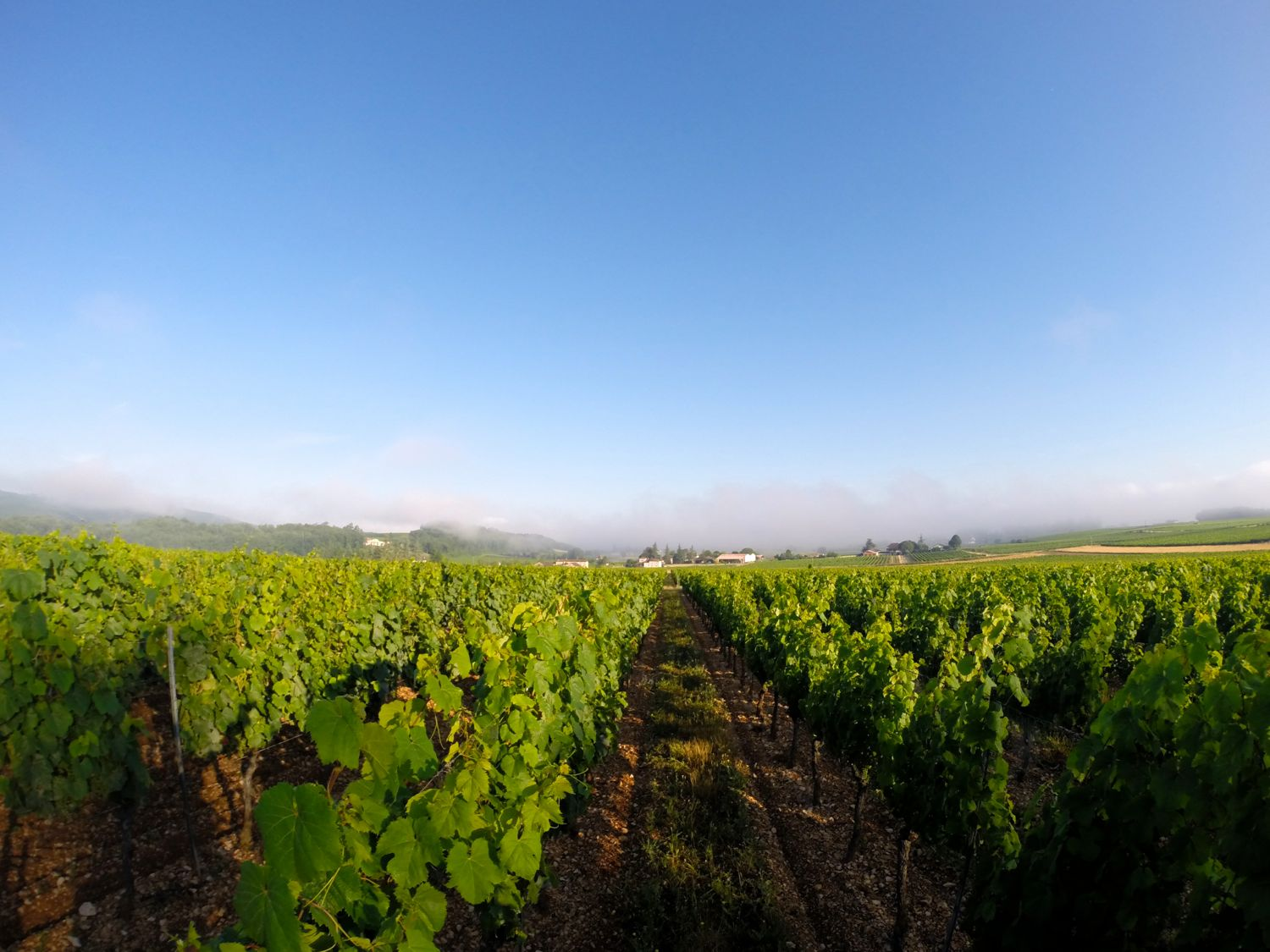
Weinberg des Château du Cèdre in der Nähe von Cahors

Französisches Hauptanbaugebiet des Malbec ist heute wieder seine Heimatregion Cahors, wo aus ihm früher der berühmte „Vin noir“ gekeltert wurde. Die Rebsorte verschwindet aber zusehends in ihrem Ursprungsland Frankreich. Heute muss er dort mindestens 70 % in den Cuvées stellen. Die ungemein farbintensive Reinversion ist oft etwas eckig und karg und entwickelt erst nach langer Reifezeit Feinheit. Deshalb wird häufig Merlot oder seltener Tannat als Verschnittpartner hinzugefügt. Traditionell ausgebauter Cahors verträgt eine Reifezeit von zehn Jahren im Keller. Außer im Cahors findet die Rebsorte noch Eingang in den Appellationen Bergerac, Buzet, Côtes de Duras, Côtes-du-Frontonnais, Côtes du Marmandais, Montravel und Pécharmant sowie im Côtes du Brulhois, einem Wein mit dem Status eines Vin Delimité de Qualité Supérieur.
Weil der Malbec nicht nur anfällig für eine Vielzahl von Krankheiten ist, sondern auch vor allem für Frost, fiel er Mitte des 20. Jahrhunderts vor allem im Bordelais durch die damaligen schweren Frosteinbrüche großflächig aus. In den Cuvées des Bordeaux war er hauptverantwortlich für die Farbe und den Tanningehalt. Im früheren Schwerpunktverbreitungsgebiet Bordeaux wurde er vom Merlot verdrängt und wird dort nur noch von wenigen Traditionsbetrieben für die Mischweine gepflegt. Heute gibt es noch nennenswerte Anpflanzungen in den Herkunftsbezeichnungen Côtes de Bourg, Blaye und auf dem Gebiet des Entre deux mers.
Im Weinbaugebiet Languedoc ist der Malbec in den Appellationen Cabardès und Malepère zugelassen. An der Loire wird ebenfalls noch eine kleine (und noch zurückgehende) Menge angebaut und mit Gamay und Cabernet Franc verschnitten.
In Frankreich wurden bislang 16 Klone zugelassen. Sie tragen die Nummern 42, 43, 46, 180, 243, 279, 353, 419, 592 bis 598 sowie 1061. Lediglich 8 dieser Klone werden gewerblich in größerer Menge genutzt.

### Andere Anbaugebiete
Auch in Spanien wird der Malbec fast nur noch als kleiner Bestand im Weinanbaugebiet Ribera del Duero gepflegt, wo er Bestandteil des klassischen Mischungsrezeptes des wertvollsten spanischen Rotweins, des Vega Sicilia, ist.
In Italien wird Malbec auf dem Weingut Aldobrandesca in der südlichen Maremma (Toskana) für einen sortenreinen Wein („Vie Cave“) angebaut. Kleine Bestände sind auch in der Schweiz bekannt. (15 ha, Stand 2016)
| Klon | Ertrag          | Mostgewicht     | Bemerkungen                                       |
| 42   | Mittel bis hoch | Mittel          | Unregelmäßige Ernten, gute Qualität               |
| 594  | Mittel bis hoch | Mittel          | Sehr gute Qualität, hoher Phenolgehalt            |
| 595  | Mittel bis hoch | Hoch            | Unregelmäßige Ernten, gute Qualität               |
| 596  | Mittel bis hoch | Mittel          |                                                   |
| 598  | Mittel bis hoch | Mittel bis hoch | Bei ausreichender Erntebeschränkung gute Qualität |

### Vereinigte Staaten
Vor der Alkoholprohibition war der Malbec eine wichtige Rebsorte in Kalifornien. Die Weine der Rebsorte wurden jedoch meist anonym in verschnittener Fassware verkauft. Nach der Aufhebung des Alkoholverbots konnte sich die bestockte Rebfläche nur langsam erholen. Erst durch die wachsende Popularität der Meritage genannten Bordeauxverschnitte von Kalifornien wurde auch dem Malbec eine geeignete Vermarktungsplattform geboten. Zwischen 1995 und 2003 stieg die Rebfläche von 1000 acres (400 ha) auf über 7000 acres (2830 ha). Inzwischen fiel die Rebfläche jedoch wieder auf 3822 acres (1540 ha, Stand: 2017). Wichtigste Anbaugebiete Kaliforniens sind die Napa Valley, Alexander Valley, Paso Robles und Sonoma Valley.

## Ampelographische Sortenmerkmale

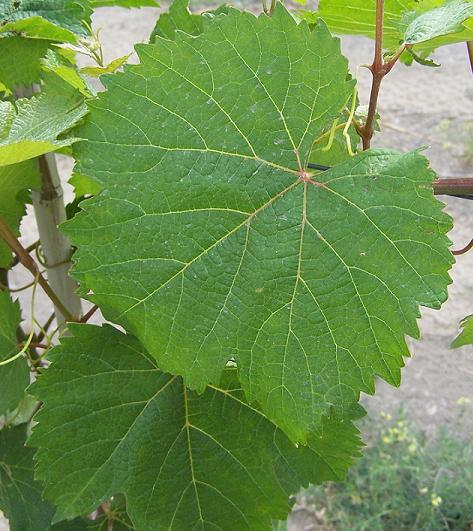
Das Blatt des Côt ist nur schwach dreilappig und wenig eingebuchtet

- Die Triebspitze ist offen. Sie ist weißlich-wollig behaart, mit leicht karminrotem Anflug.
- Die Jungblätter sind anfangs dichtwollig behaart um danach nur noch leichtwollig behaart zu sein. Die Jungblätter sind bronzefarben gefleckt (Anthocyanflecken).
- Die mittelgroßen Blätter sind rundlich und dabei breiter als lang, meist ganz oder nur schwach dreilappig. Die Stielbucht ist U- beziehungsweise U-förmig offen. Das Blattrand ist spitz gesägt. Die Zähne klein. Die Blattoberfläche ist nur leicht blasig derb und fühlt sich weich an.
- Die mittelgroße Traube ist meist geschultert und lockerbeerig. Die rundlichen, kaum saftigen Beeren sind klein und von blau-schwarzer Farbe.

## Eigenschaften
Der Malbec treibt früh aus und ist somit anfälliger für Spätfröste im Frühling. Die Winterfrosthärte ist ebenfalls gering.
Es handelt sich um eine weinbaulich eher schwierige Rebsorte. Sie ist mäßig anfällig für den Echten Mehltau, mehr für den Falschen Mehltau, die Grauschimmelfäule und die Eutypiose.

### Synonyme
176: Agreste, Ausseres, Auxerrais, Auxerrois, Auxerrois de Laquenexy, Auxerrois Des Moines de Picpus, Auxerrois du Mans, Balouzat, Beran, Beraou, Berau, Besparo, Blanc de Kienzheim, Blanc de Kienzkeim, Bordelais Noir, Bouchales, Bourguignon Noir, Bouyssales, Bouyssalet, Cagors, Cahors, Calarin, Calavu, Caours, Cauly, Chalosse Petite Noire, Chors, Claverie Noire, Co, Coly, Coq Rouge, Cor, Cors, Cos, Costa Rosa, Costa Rossa, Costo Roujo, Côt a Queue Rouge, Côt a Queue Verte, Côt de Bordeaux, Côt de Pays, Côt de Touraine, Côt Malbec, Côt Rouge, Cote Rouge, Cotes Rouges, Cots, Couisse, Cruchinet, Doux Noir, Doux Same, Estrangey, Etaulier, Etranger, Fin Auxerrois, Franc Moreau, Gourdaux, Gourdoux, Grappe Rouge, Grelot de Tour, Grelot de Tours, Grifforin, Gros Noir, Gros Pied Rouge, Grosse Merille, Guillan, Hourcat, Jacobain, Jacobin, Jacobin Blauer, Kot, Le Côt, Lou Salbaire, Luckens, Lutkens, Magret, Malbec, Malbech, Malbeck, Malbek, Malbett a Queue Rouge, Mancin, Margrot, Mauzac, Medoc, Monrame, Mourame, Mouranne, Moustere, Mouzat, Moza, Navarien, Negre de Prechac, Negre Doux, Negre Prechac, Negrera, Noir de Chartres, Noir de Pressac, Noir Doux, Nuar de Presac, Nyar de Presak, Oeil de Perdrix, Parde, Peperdy, Perigord, Pied de Perdrix, Pied Doux, Pied Noir, Pied Rouge, Pied Rouget, Piperdy, Plant de Meraou, Plant du Lot, Plant du Roi, Plant Houdee, Prechat, Pressac, Prunelat, Prunieral, Quercy, Queue Rouge, Quille de Coq, Quillot, Romieu, Soumansigne, Teinturier, Teinturin, Terranis, Tinturin, Tinturin de La Libarde, Vesparo, Vesparol.